# Lopburi
Lopburi (en tailandés: ลพบุรี) es la capital de la provincia homónima en Tailandia. Está situada a 150 km hacia el noreste de Bangkok, en 14°49′N 100°37′E / 14.817, 100.617, y tiene una población de 54 000 habitantes.
La ciudad tiene una larga historia, iniciándose en el periodo Dvaravati, hace más de 1000 años, cuando era conocida como Lavo. Cuando el Imperio jemer la incorporó, ellos todos los edificios construidos, por lo que todas las ruinas antiguas que se pueden encontrar en Lopburi son templos Jemeres. Más tarde, fueron parte de los reinos Tais y, durante el reinado del rey Narai el Grande del Reino de Ayutthaya en mitad del siglo XVII.
Es una ciudad con antiguos templos y ruinas a visitar. Los turistas la conocen como "la ciudad de los monos", ya que entre sus templos encontrarás infinidad de monos que dan la bienvenida a aquellos que visitan la ciudad.